# Rakouské Alpy
Rakouské Alpy jsou horským systémem zahrnujícím do sebe všechna pohoří Alp, nacházejících se v Rakousku.

## Charakteristika
Povrch Rakouska tvoří ze dvou třetin Alpy náležící horopisně pod Východní Alpy. Alpy však nezabírají celou rozlohu země a najdeme zde hned několik zcela odlišných pohoří a krajinných celků. Tvář alpských hřebenů je rozbrázděná množstvím většinou podélně tekoucích řek, tvořících až několik desítek kilometrů dlouhá údolí.

## Geologické složení
Na území Rakouska zasahují z celkového členění pouze Východní Alpy. Ty dále dělíme na tři geologické celky. Hlavní alpský hřeben, který tvoří převážnou většinu z nejmohutnějších rakouských pohoří spadá pod Centrální krystalické Alpy. Převládající horninou je zde rula, žula, svory, břidlice, ale také okrajově pískovec, vápenec či dolomit. Na tento hlavní hřeben je od severu natlačen mladší masiv Severních vápencových Alp. Ten je tvořen triasovými, jurskými a křídovými horninami. Dominantními horninami jsou zde vápenec a dolomit. Totéž platí o třetí skupině Alp – Jižních vápencových Alp.

## Vodopis

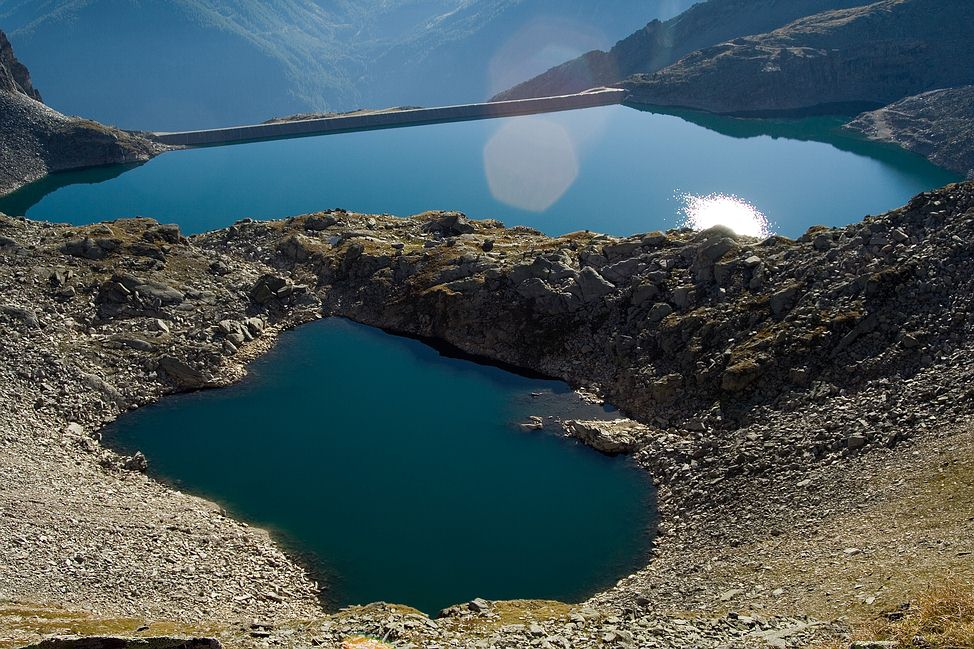
přehradní jezera Oscheniksee a Bösecksee (Vysoké Taury)

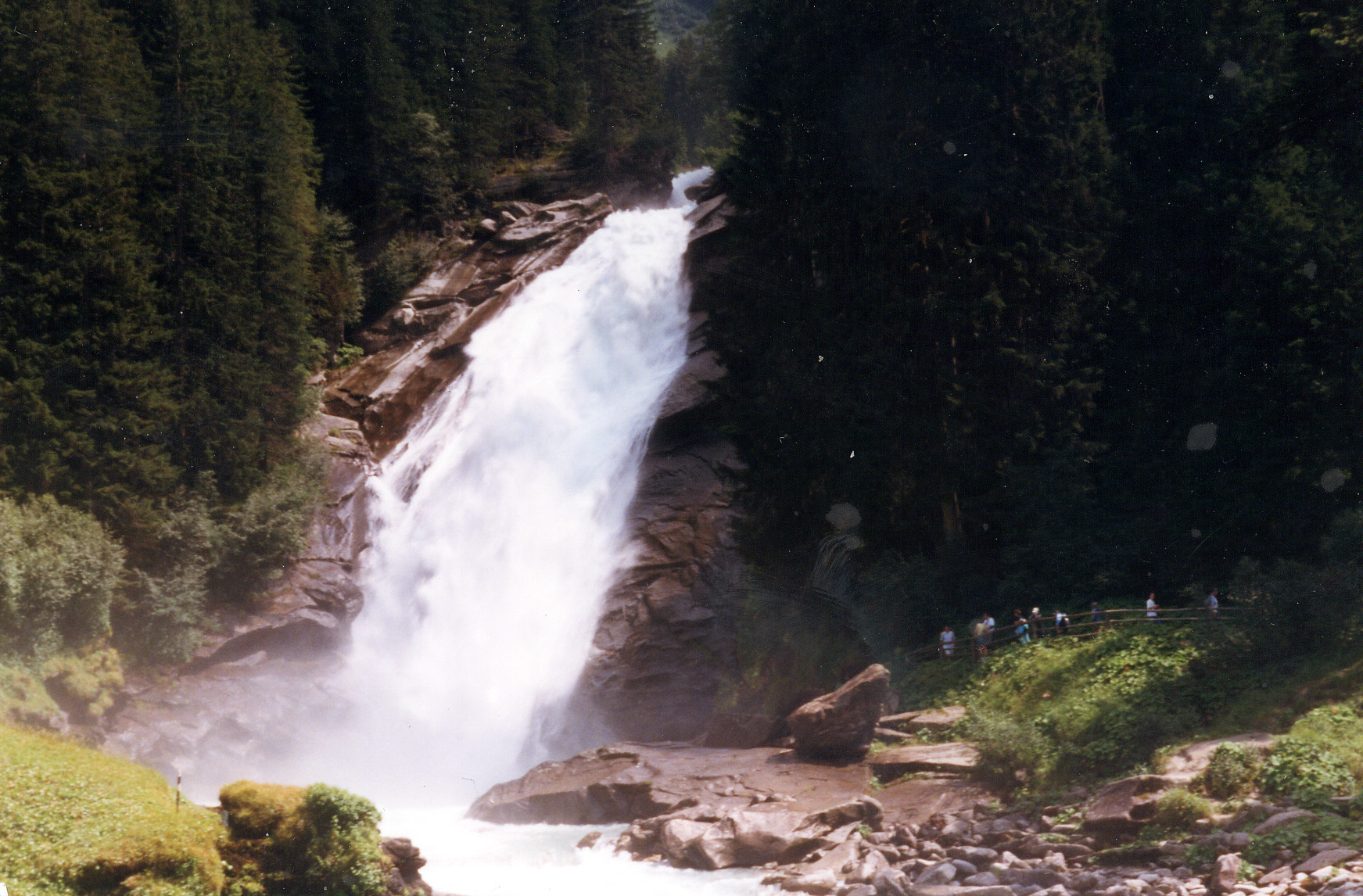
Krimmelské vodopády

Alpy jsou hlavní pramennou oblastí Evropy. Téměř celé území Rakouska patří do povodí Dunaje. Významnější výjimkou je nejzápadnější spolková země Vorarlberg, odkud jsou řeky odvodňovány do horního Rýna, případně do Bodamského jezera. Dunaj protéká rakouským územím v délce 350 km a je jeho jedinou splavnou řekou. Do Dunaje se vlévají téměř všechny alpské řeky. Na prvním místě to je Inn, Salzach, Traun, Enns, Ybbs, Traisen, Dráva, Mur a další. Velký podíl na průtoku řek má více než 600 km² plochy ledovců. Rakouské Alpy se mohou pyšnit neobyčejně velkým počtem jezer. Celkově jich je asi 580 a jsou většinou ledovcového původu. Většina z nich jsou malá karová jezírka ukrytá vysoko v horách. Velká jezera hledejme spíše v podhůří Alp. Na severu hřebene je to hlavně oblast Solné komory (Salzkammergutberge) s jezery Attersee (46,7km²), Traunsee, Mondsee, Wolfgangsee a další. Na jihu Rakouských Alp jsou to jezera v Klagenfurtské kotlině – Wörthersee, Ossiachersee, Millstättersee atd. V nejvyšších partiích hor, především ve Vysokých Taurech byla vybudována obrovská přehradní jezera, která mají nemalý energetický význam pro celou zemi. Především kaprunská soustava jezer, propojených desítkami kilometrů náhonů nemá jinde v Evropě obdoby.

## Podnebí
Rakousko stejně jako Česká republika patří do tzv. přechodné klimatické zóny. Na rakouském území (především v Alpách) to znamená větší teplotní rozdíly mezi zimou a létem směrem k východu. Na východě je tedy drsnější zima, ale léta teplejší než je tomu na západě území. Dalším důležitým podnebným faktorem je nadmořská výška. Čím větší výška, tím nižší teplota a naopak více srážek. V plošně rozsáhlých alpských údolích s kotlinách se v zimě za bezvětří kumuluje studený vzduch, který hromadí mlhy a oblačnost. Na alpských vrcholech je však o mnoho tepleji a jasněji. Tomuto teplotnímu jevu se říká inverze. Specifickým jevem jsou náhlé změny počasí. To většinou doprovází silný nárazový vítr a bouře. Průměrná zimní lednová teplota na úpatí Rakouských Alp je −1 °C až −4 °C, ve vrcholném červenci pak 15 °C až 19 °C. Největší srážkový průměr mají vzhledem k převládajícímu proudění svahy obrácené k severu a severozápadu (až 2400 mm ročně) V létě spadne v průměru dvakrát více srážek než v zimě. Sněhová pokrývka v horách trvá 100–200 dní v roce v závislosti na nadmořské výšce.

## Fauna a flora

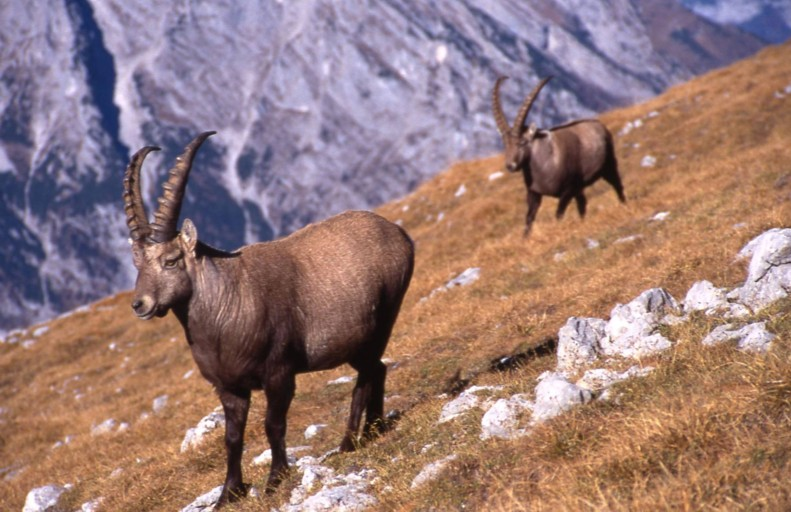
Kozorožci v Berchtesgadenských Alpách

Alpy se prezentují především svým stupňovitým uspořádáním vegetačních pásem. Svahy hor do výše 700 m (na jihu do 800 m) zaujímají většinou louky, pole případně vinice. Od této výšky rostou již lesy a to až do výše 2000 m (Severní vápencové Alpy – 1800 m). Lesy zaujímají v Rakousku až 38 % celkové plochy země. Nejrozšířenější dřevinou je smrk. Nad hranicí lesa šplhá až do výše 2700 m pásmo kosodřeviny a nad touto výškou se na horských holích setkáme s porosty jalovce, zakrslé vrby a rododendrony. Nejvyšší patro hor pak patří alpským bylinám. V horských lesích dosud žije hojně srnčí zvěř a jeleni. Ve vyšších polohách se setkáme s typickými zástupci alpské fauny – kamzíky, kozorožci a svišti. Medvěd byl sice v Alpách vyhuben, přesto se můžeme s tímto představitelem největší evropské šelmy setkat především v oblastech Jižních vápencových Alp (Karnské Alpy), kde zde migruje z blízkých Slovinských Alp.

## Ochrana přírody

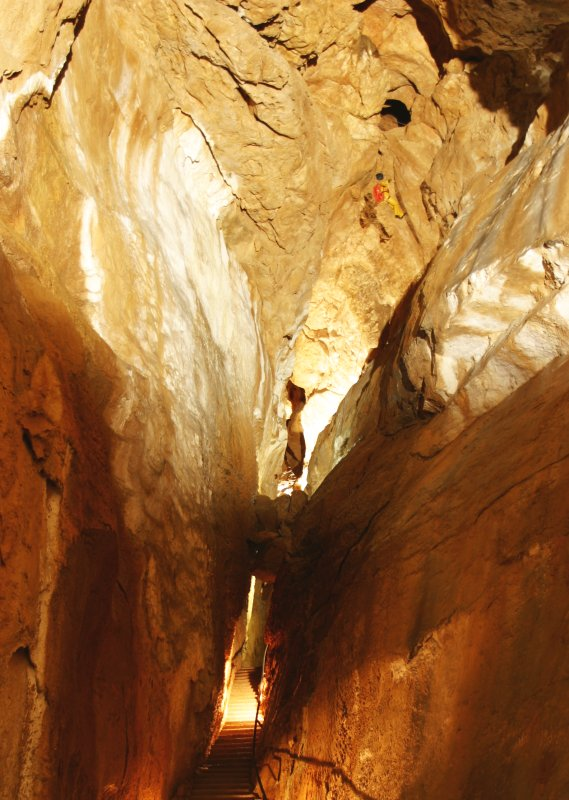
Dachstein-Mammuthöhle

Kategorie ochrany přírody se rozděluje na několik skupin. Na nejvyšším žebříčku významu jsou Národní parky, za nimi následují přírodní rezervace. Mimo tyto plošně rozlehlí území je chráněno mnoho jednotlivých přírodních úkazů – soutěsek, vodopádů, jeskyní, propastí, jezer, planin, bažin apod. V Rakousku najdeme v současnosti celkem 6 národních parků. Tři se rozkládají na území Alp.
- Národní park Vysoké Taury

Největším národním parkem je Nationalpark Hohe Tauern (Vysoké Taury). Dnešní rozloha celého parku včetně oochranných území je 1800 km² a je tak největším chráněním územím v Alpách. Území NP se rozkládá ve spolkových zemích Salcbursko, Korutany, Východní Tyrolsko a Tyrolsko.
- Národní park Nockberge

Nationalpark Nockberge byl vyhlášen v r. 1987 a chrání nenarušenou přírodu v méně známém masivu Nockberge na území spolkových zemí Korutany, Salcbursko a Štýrsko. Na ploše 21000 ha jsou chráněny přirozený alpský reliéf, alpínské louky a vysokohorské partie kolem nejvyšších vrcholů. Významným zásahem do krajiny bylo vybudování vysokohorské silnice Nockalmstrasse vedoucí až do výše 2000 m n. m. Na ploše parku lze pozorovat bohatou floru (vzácný pochybek, bříza zakrslá, mochana a další). Ze savců je zde přítomen jelen, kamzík, svišť, ptačí říši zastupuje výr velký, tetřev a velmi vzácný boreo.
- Národní park Kalkalpen

Nationalpark Kalkalpen je nejpozději založeným národním parkem chránící přírodu vápencových Alp v oblasti Pyhrn – Eisenwurzen.
Z nejvýznamnějších chráněných krajinných oblastí jmenujme alespoň Dachstein s jeskyněmi Dachstein-Mammuthöhle (Mamutí jeskyně), Dachstein-Rieseneishöhle (Obří ledová jeskyně) a Hirlatzhöhle a přilehlá Gossauská jezera, část pohoří Totes Gebirge v okolí jezera Grundlsee, hluboké údolí řeky Enns zvané Gesäuse. V Dolním Rakousku je to oblast vápencového vrcholu Ötscher a soutěsek v jeho blízkosti. Jako chráněné oblasti jsou dále vyhlášeny části území tyrolského pohoří Wilder Kaiser a Karwendel. Přírodními parky jsou Hohe Wand, Schwarzau im Gebirge v pohoří Rax, velké území východních Nízkých Taur – Sölktäler. Mezi přírodními rezervacemi na území Alp vzpomeňme na prvním místě Krimmelské vodopády, které patří mezi největší v Evropě, dále jezero Altausseer See v Salzkammergutberge a mnoho dalších.

## Rozdělení rakouských Alp

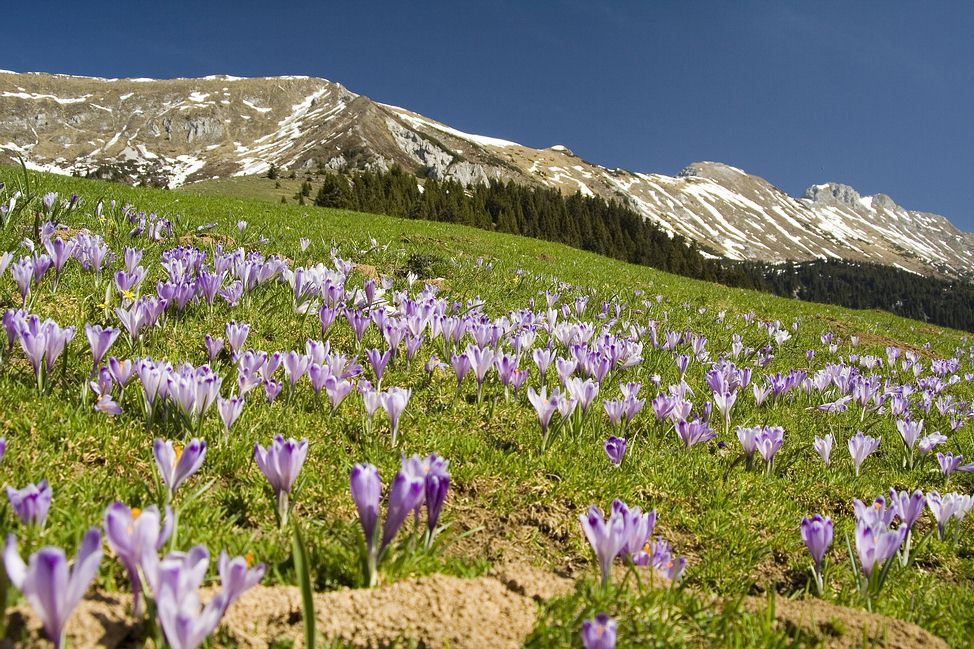
Šafrán karpatský (Karavanky)

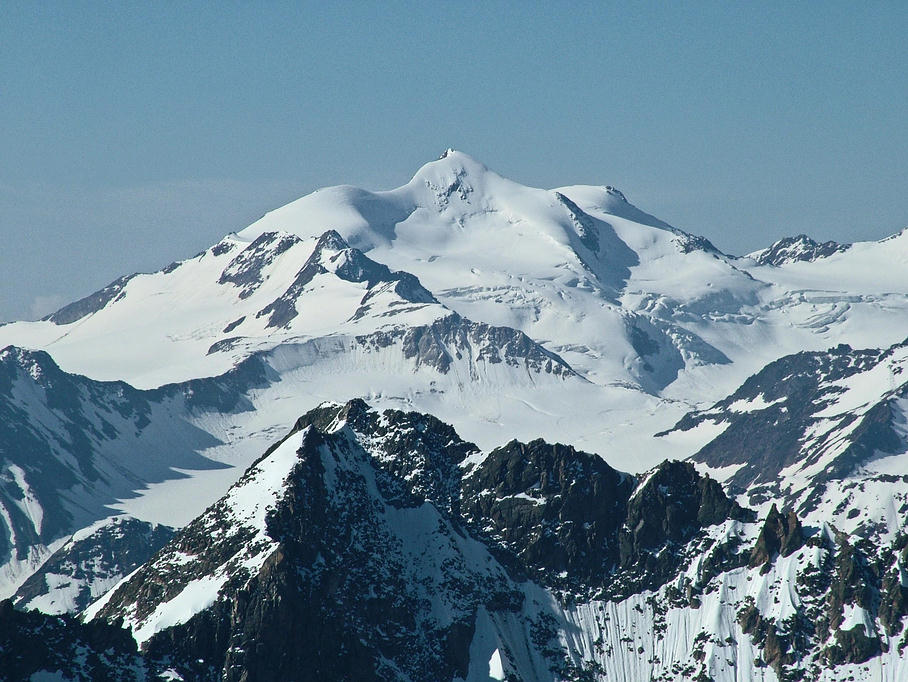
Wildspitze – 3770 m (Ötztalské Alpy)

1. Wienerwald (Vídeňský les) – Schöpfl (893 m)
2. Rax – Heukuppe (2007 m)
3. Schneeberg – Klosterwappen (2076 m)
4. Gutensteiner Alpen – Reisalpe (1399 m)
5. Hornorakouské předhůří – Hohe Nock (1963 m)
6. Türnitzer Alpen – Grosser Sulzberg (1400 m)
7. Mürzsteger Alpen – Hohe Veitsch (1981 m)
8. Hochschwab – Hochschwab (2277 m)
9. Ybbstaler Alpen – Hochstadl (1919 m)
10. Ennstaler Alpen – Hochtor (2369 m)
11. Totes Gebirge – Grosser Priel (2515 m)
12. Salzkammergutberge – Gamsfeld (2028 m)
13. Dachstein – Hoher Dachstein (2995 m)
14. Tennengebirge – Raucheck (2431 m)
15. Berchtesgadener Alpen – Hochkönig (2941 m)
16. Dientener Berge – Hundstein (2117 m)
17. Steinberge – Birnhorn (2634 m)
18. Kaisergebirge – Ellmauer Halt (2344 m)
19. Chiemgauer Alpen – Sonntagshorn (1961 m)
20. Rofan – Hochiss (2299 m)
21. Karwendel – Birkkarspitze (2749 m)
22. Wetterstein – Zugspitze (2968 m)
23. Lechtaler Alpen – Parseierspitze (3036 m)
24. Verwall – Hoher Riffler (3168 m)
25. Allgäuer Alpen – Grosser Krottenkopf (2657 m)
26. Nízké Taury – Hochgolling (2862 m)
27. Nockberge – Eisenhut (2441 m)
28. Lavanttaler Alpen – Zirbitzkogel (2396 m)
29. Vysoké Taury – Grossglockner (3798 m)
30. Villgratenské hory – Weisse Spitze (2967 m)
31. Kizbüheler Alpen – Kreuzjoch (2558 m)
32. Zillertaler Alpen – Hochfeiler (3510 m)
33. Tuxer Alpen – Lizumer Reckner (2886 m)
34. Stubaier Alpen – Zuckerhütl (3507 m)
35. Ötztaler Alpen – Wildspitze (3770 m)
36. Silvretta – Piz Buin (3312 m)
37. Sesvenna – Piz Sesvenna (3205 m) (na rakouské území zasahuje pouze malou částí své plochy)
38. Rätikon – Schesaplana (2965 m)
39. Gailtaler Alpen – Grosse Sandspitze (2772 m)
40. Karnské Alpy – Hohe Warte (2780 m)
41. Karavanky – Hochstuhl (2236 m)

## Historie turistiky

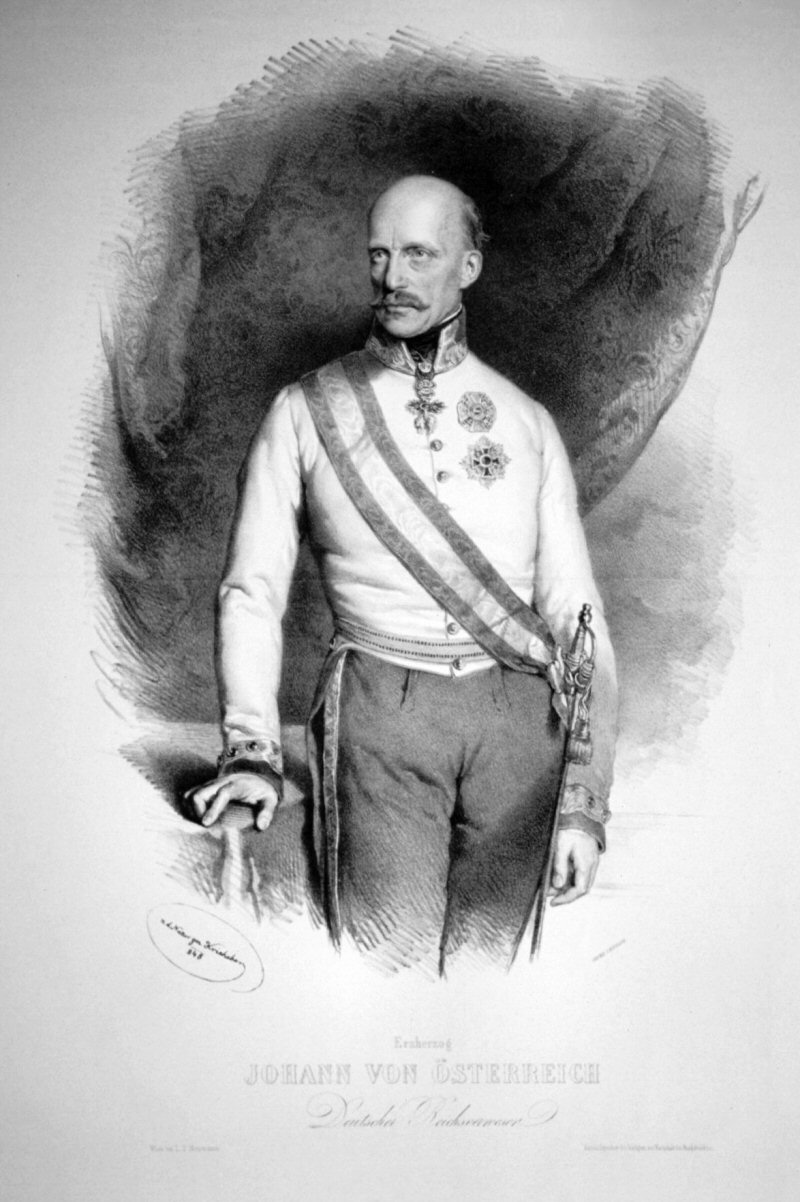
Arcivévoda Johann

- Historicky prvním horolezeckým výstupem na území Rakouska bylo zdolání ledovcového vrcholu Ankogel ve Vysokých Taurech v roce 1762. Tento počin se povedl Bergmannu von Turwiesen.
- Již v roce 1800 byla podniknuta první výprava k vrcholu Grossglockner. Tuto akci vedl hrabě Salm a čítala 62 lidí. Během výstupu byly postaveny dvě chaty. Ta vyšší na Adlersruhe ve výšce 3461 m takřka předurčila místo pro současnou chatu Erzherzog Johann Hütte (nejvýše položená chata ve Východních Alpách). Vrchol hory dosáhli jako první bratři Klotzovi a páter Horasch 28.7. 1800
- V roce 1804 vystoupil arcivévoda Johann na nejvyšší hory v pohořích Rax, Schneeberg a v Ennstalských Alpách.
- Rok 1854 patří zrodu „zlatého věku alpinismu“, kdy jsou především díky anglickým sportovním lezcům zdolány téměř všechny nejvyšší hory Alp. Tato éra přetrvávala zhruba 20 let.
- V roce 1862 byl založen rakouský alpský spolek Alpenverein. U jeho zrodu stáli přední rakouští horolezci Paul Grohmann, Guido Freiherr a Eduard von Mojsisovics. V roce 1863 vyšlo již první číslo časopisu vydávaného spolkem.
- České působení v rakouských Alpách má dlouhou tradici. V roce 1870 byla v Praze založena sekce Praha při rakouském Alpenvereinu. Tato sekce postavila na území Alp celkem 12 horských chat (Neue Prager Hütte aj.)